# La Rinconada (Perú)
La Rinconada, a la regió de Puno, Perú, és l'assentament humà situat a més altura. Es troba a la serralada dels Andes, a una alçada de 5.200 metres.
La raó de ser d'aquest assentament són les mines d'or situades a la seva proximitat, concretament a 5.400 metres d'altitud. El fred i l'alçada són unes condicions realment adverses per als seus prop de 50.000 habitants (març 2013).